# Anarquismo queer

Bandeira do anarquismo queer

Anarquismo queer (também chamado de anarcaqueer ou anarcoqueer) é uma corrente do anarquismo que defende o anarquismo e a revolução social como um meio da liberação queer e a abolição de hierarquias como a heteronormatividade, monossexismo, cissexismo, alossexismo, amatonormatividade, diadismo e binarismo. Pessoas que fizeram campanha pelos direitos LGBT tanto fora como dentro dos movimentos anarquistas e LGBT incluem John Henry Mackay, Adolf Brand e Daniel Guérin. O anarquista individualista Adolf Brand publicou Der Eigene de 1896 a 1932 em Berlim, a primeira publicação dedicada a discutir questões queer.

## História

### Primórdios

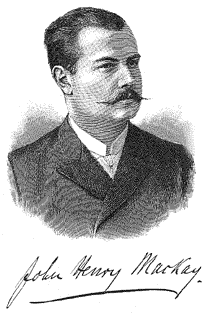
John Henry Mackay, anarquista individualista alemão defensor dos direitos LGBT

A natureza precursora da defesa das liberdades individuais pelos anarquistas fez acreditar vários observadores, tanto dentro da comunidade anarquista como fora, que estes abraçariam com naturalidade a defesa da dissidência sexual. Em Das Kuriositäten-Kabinett (1923), Emil Szittya escreveu sobre a homossexualidade: “muitos anarquistas têm essa tendência. Encontrei em Paris um anarquista húngaro, Alexander Sommi, que fundou um grupo anarquista homossexual com base nessa ideia”. Sua visão foi confirmada por Magnus Hirschfeld em seu livro de 1914, Die Homosexualität des Mannes und des Weibes: “Nas posições de um partido relativamente pequeno o anarquista parecia-me proporcionalmente mais homossexual e efeminado do que os outros”. O anarquista italiano Luigi Bertoni (que Emil Szittya também acreditava ser homossexual) observou: “Os anarquistas exigem liberdade em tudo, assim também na sexualidade. A homossexualidade leva a um saudável senso de egoísmo, pelo qual todo anarquista deve se esforçar”.
Em A Alma do Homem sob o Socialismo, de Oscar Wilde, ele defendia apaixonadamente uma sociedade igualitária em que a riqueza fosse compartilhada por todos enquanto alertava sobre os perigos do socialismo autoritário que esmagariam a individualidade. Mais tarde, ele comentou: “Acho que sou mais do que socialista. Eu sou uma espécie de anarquista, acredito”. Em agosto de 1894, Wilde escreveu a seu amante, Lorde Alfred Douglas, para contar uma história sobre uma “aventura perigosa”. Ele havia saído para navegar com dois meninos adoráveis - Stephen e Alphonso - e eles foram surpreendidos por uma tempestade. “Ficamos cinco horas em um vendaval, horrível para voltar! [E nós] não chegamos ao píer antes onze horas da noite, com muita escuridão por todo o caminho e um mar temeroso (…) Todos os pescadores estavam esperando por nós”. Cansados, com frio e molhados “até os ossos”, os três homens imediatamente “correram para o hotel em busca de água quente e conhaque”, mas houve um problema quando a lei se interpôs no caminho: “Como já passavam das dez horas numa noite de domingo, o proprietário não podia vender-nos conhaque ou bebidas alcoólicas de qualquer tipo! Então ele teve que nos dar. O resultado não foi desagradável, mas que leis!”. Wilde termina a história: “Tanto Alphonso quanto Stephen agora são anarquistas”.
O escritor anarcossindicalista Ulrich Linse escreveu sobre “uma figura bem delineada da cena cultural anarquista individualista de Berlim por volta de 1900”, o “precoce Johannes Holzmann“ (conhecido como Senna Hoy): “um adepto do amor livre, Hoy celebrou a homossexualidade como uma ‘campeã da cultura’ e se engajou na luta contra o Parágrafo 175“. O jovem Hoy (nascido em 1882, Reino da Prússia) publicou estes pontos de vista em sua revista semanal Kampf (“Luta”) de 1904, que atingiu uma circulação de 10 000 no ano seguinte. Ele decidiu se dedicar inteiramente à escrita e ao ativismo político do ponto de vista anarquista. Em 1904, ele publicou um livreto intitulado “Das dritte Geschlecht” (“O Terceiro Gênero”). Nele, ele atacou a homofobia, colocando a maior parte da culpa na religião. Acima de tudo, o texto pretendia ser educacional e cobrir a evolução, a biologia e as questões que os homossexuais enfrentavam na época. De 1904 a 1905, Holzmann editou o jornal “Der Kampf: Zeitschrift für gesunden Menschenverstand” (“A luta: revista para o bom senso”). Embora não tenha sido publicado por nenhuma organização em particular, o jornal era anarquista em perspectiva. Além de histórias de ficção, “Der Kampf” publicou artigos sobre vários tópicos, incluindo muitos sobre homossexualidade. Entre seus escritores estavam Else Lasker-Schüler, Peter Hille e Erich Mühsam e, no auge, teve uma circulação de até 10.000. Durante esse tempo, Holzmann escreveu um artigo intitulado “Die Homosexualität als Kulturbewegung” (“Homossexualidade como um movimento cultural”). Ele argumentou que o direito à privacidade implicava que “ninguém tem o direito de se intrometer nos assuntos privados de outra pessoa, de se intrometer nas opiniões e orientações pessoais de outra pessoa, e que, em última análise, não é da conta de ninguém o que dois adultos que consentem livremente fazem em suas casas.” Ele atacou o Parágrafo 175 do código penal alemão que criminalizava a dissidência sexual.
O psicoterapeuta anarquista alemão Otto Gross também escreveu extensivamente sobre a sexualidade entre pessoas do mesmo sexo, tanto homens como mulheres, e argumentou contra sua discriminação. O anarquista heterossexual Robert Reitzel (1849—1898) falou positivamente da homossexualidade desde o início da década de 1890 em sua revista alemã-americana Der arme Teufel.
John Henry Mackay foi um anarquista individualista conhecido no movimento anarquista como um importante seguidor e propagador da filosofia de Max Stirner. Além disso, Mackay também foi um dos primeiros signatários da “Petição aos Órgãos Legislativos do Império Alemão” de Magnus Hirschfeld por “uma revisão do parágrafo anti-homossexual 175 (seu nome apareceu na primeira lista publicada em 1899)”. Ele também manteve um interesse especial por Oscar Wilde e ficou indignado com sua prisão por atividade homossexual. No entanto, Mackay entrou em conflito com Hirschfeld e sua organização, o Comitê Científico-Humanitário.

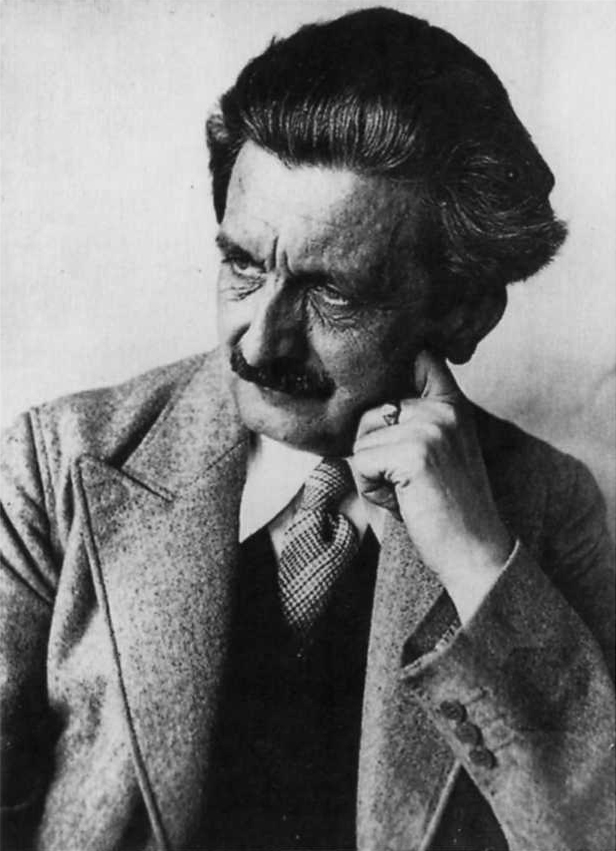
Adolf Brand, ativista anarquista alemão pelos direitos dos homossexuais masculinos

O anarquista individualista Adolf Brand era originalmente membro do Comitê Científico-Humanitário de Magnus Hirschfeld, mas formou um grupo separatista. Brand e seus colegas, conhecidos como “Gemeinschaft der Eigenen” (“Comunidade de Autoproprietários“), também foram fortemente influenciados pelos escritos de Max Stirner.
Eles se opunham à caracterização médica de Magnus Hirschfeld da homossexualidade como o domínio de um “sexo intermediário”. Ewald Tschek, outro escritor anarquista homossexual da época, contribuiu regularmente para a revista Der Eigene de Adolf Brand e escreveu em 1925 que o Comitê Científico-Humanitário de Hirschfeld era um perigo para o povo alemão, caricaturando Hirschfeld como “Dr. Feldhirsch”. Embora Mackay fosse mais próximo em relação a Brand e sua “Comunidade de Autoproprietários” em alguns aspectos, em comparação com o Comitê Científico-Humanitário de Hirschfeld, ele não concordava com o antifeminismo de Brand e com as visões quase misóginas, acreditando que o “princípio anarquista de liberdade igual a todos certamente aplica tanto a mulheres como homens”.
Der Eigene foi a primeira revista gay no mundo, publicada de 1896 a 1932 por Brand em Berlim. Brand contribuiu com muitos poemas e artigos. Outros colaboradores incluíram Benedict Friedlaender, Hanns Heinz Ewers, Erich Mühsam, Kurt Hiller, Ernst Burchard, John Henry Mackay, Theodor Lessing, Klaus Mann e Thomas Mann, além dos artistas Wilhelm von Gloeden, Fidus e Sascha Schneider. Após a ascensão do poder pelos nazistas, Brand se tornou vítima de perseguição e teve sua revista fechada.
A proeminente anarquista americana Emma Goldman também foi uma crítica sincera do preconceito contra homossexuais. Sua crença de que a libertação social deveria se estender a homens gays e lésbicas era praticamente desconhecida na época, mesmo entre anarquistas. Como Magnus Hirschfeld escreveu, “ela foi a primeira e única mulher, na verdade a primeira e única americana, a defender o amor homossexual perante o público em geral”. Em numerosos discursos e cartas, ela defendeu o direito de homens gays e mulheres lésbicas de se amarem à vontade e condenou o medo e o estigma associado à homossexualidade. Como escreveu Goldman em uma carta a Hirschfeld: “É uma tragédia, eu sinto, que pessoas de um tipo sexual diferente são jogadas em um mundo que mostra tão pouca compreensão com relação aos homossexuais e é tão rudemente indiferente às várias gradações e variações de gênero em seu grande significado na vida”.
Apesar destas posições de apoio, o movimento anarquista da época certamente não estava livre de homofobia. Um editorial de uma influente revista anarquista espanhola de 1935 argumentou que um anarquista não deveria nem se associar com homossexuais: “Se você é um anarquista , isso significa que você é moralmente mais correto e fisicamente mais forte que o homem comum. E quem gosta do inverso não é homem de verdade e, portanto, não é anarquista de verdade”.
Lucía Sánchez Saornil foi uma das principais fundadoras da federação anarcafeminista espanhola Mujeres Libres, além de ser abertamente lésbica. Quando jovem, Lucía começou a escrever poesia e se associou ao emergente movimento literário ultraísta. Em 1919, publicou suas obras em várias revistas, incluindo Los Quijotes, Tableros, Plural, Manantial e La Gaceta Literaria. Trabalhando sob um pseudônimo masculino, ela conseguiu explorar temas lésbicos em um momento em que a homossexualidade era criminalizada e sujeita a censura e punição. Insatisfeita com os preconceitos chauvinistas dos colegas republicanos, Lucía Sánchez Saornil juntou-se a duas amigas, Mercedes Comaposada e Amparo Poch y Gascón, para formar Mujeres Libres em 1936. Mujeres Libres era uma organização anarquista autônoma para mulheres comprometidas com uma “dupla luta”, de libertação e revolução social das mulheres. Lucía e outras “Mulheres Livres” rejeitaram a visão dominante de que a igualdade de gênero emergiria naturalmente de uma sociedade sem classes. Quando a Guerra Civil Espanhola explodiu, o grupo cresceu rapidamente, atingindo 30 000 membros, organizando espaços sociais femininos, escolas, jornais e programas de creches.
Os escritos do anarquista bissexual francês Daniel Guérin oferecem uma visão da tensão que as minorias sexuais da esquerda costumam sentir. Ele foi uma figura de destaque na esquerda francesa da década de 1930 até sua morte, em 1988. Depois de se assumir bissexual em 1965, ele falou sobre a extrema hostilidade contra a homossexualidade que permeava a esquerda durante grande parte do século XX. “Não fazem muitos anos, declarar-se revolucionário e confessar ser homossexual era incompatível”, escreveu Guérin em 1975.
Em 1954, Guérin foi amplamente atacado por seu estudo dos livros “Estudos de Kinsey“, no qual também detalhava a opressão de homossexuais na França: “As críticas mais severas vieram dos marxistas, que tendem a subestimar seriamente a forma de opressão que é o terrorismo antissexual. Eu esperava isso, é claro, e sabia que ao publicar meu livro corria o risco de ser atacado por aqueles a quem me sinto mais próximo em nível político”. Depois de assumir-se publicamente em 1965, Guérin foi abandonado pela esquerda e seus documentos sobre libertação sexual foram censurados ou recusados para a publicação em revistas de esquerda.
A partir da década de 1950, Guérin se afastou do marxismo-leninismo e focou em uma síntese do anarquismo e do marxismo próximo ao plataformismo, que permitiu o individualismo enquanto rejeitava o capitalismo. Guérin esteve envolvido nas revoltas de maio de 1968 e fazia parte do movimento de libertação gay francês que surgiu após tais eventos. Décadas depois, Frédéric Martel descreveu Guérin como o “avô do movimento homossexual francês”.

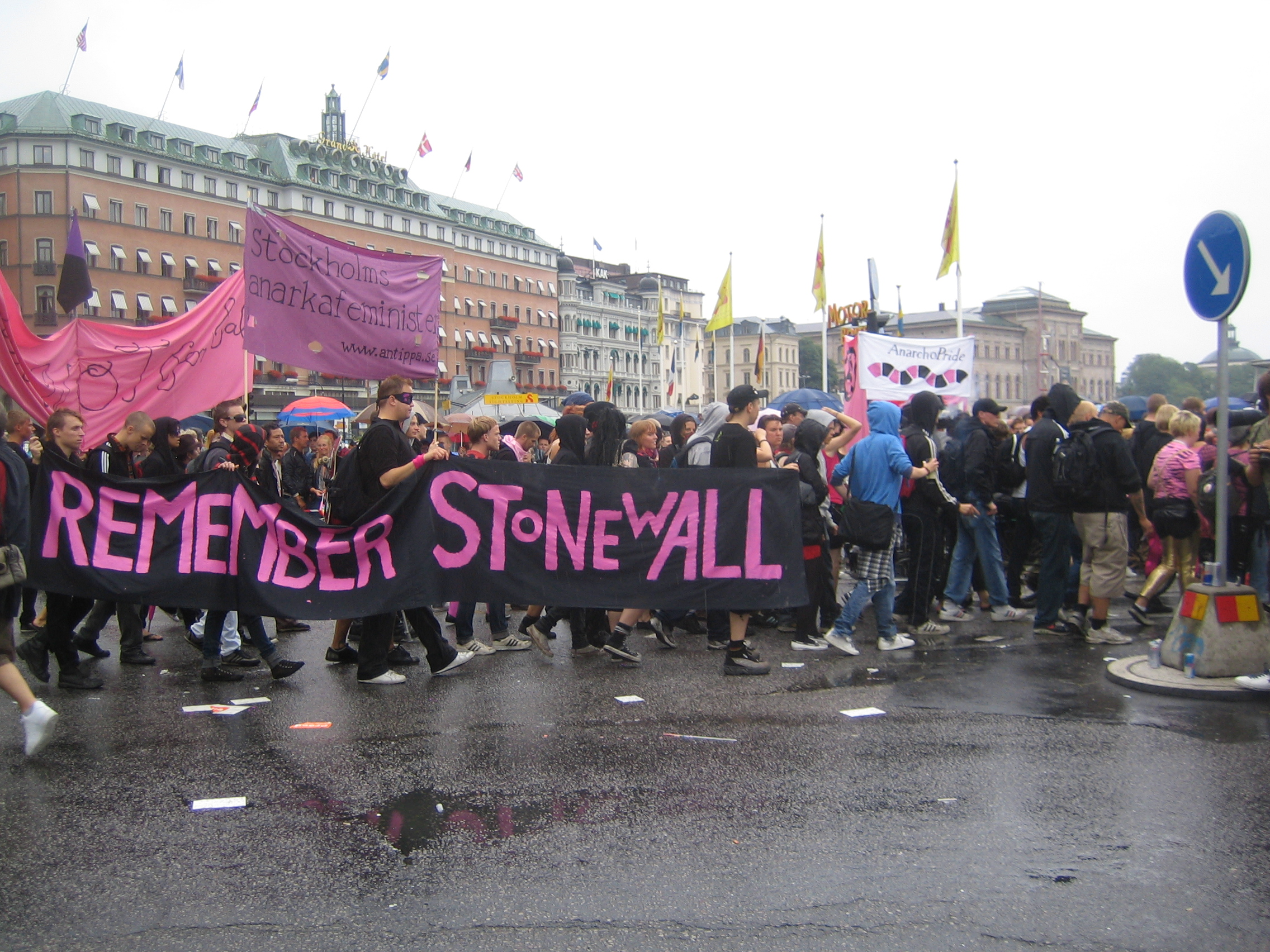
Bloco anarquista queer com cartaz dizendo “lembrem de Stonewall"

Nos Estados Unidos, o influente pensador anarquista Paul Goodman se assumiu como bissexual no final de sua carreira. A liberdade com a qual ele revelou na imprensa e em público suas relações românticas e sexuais com homens (notavelmente em um ensaio tardio, “Being Queer”), provou ser um importante impulso cultural importantes para o movimento de libertação gay emergente do início dos anos 70.

### História contemporânea

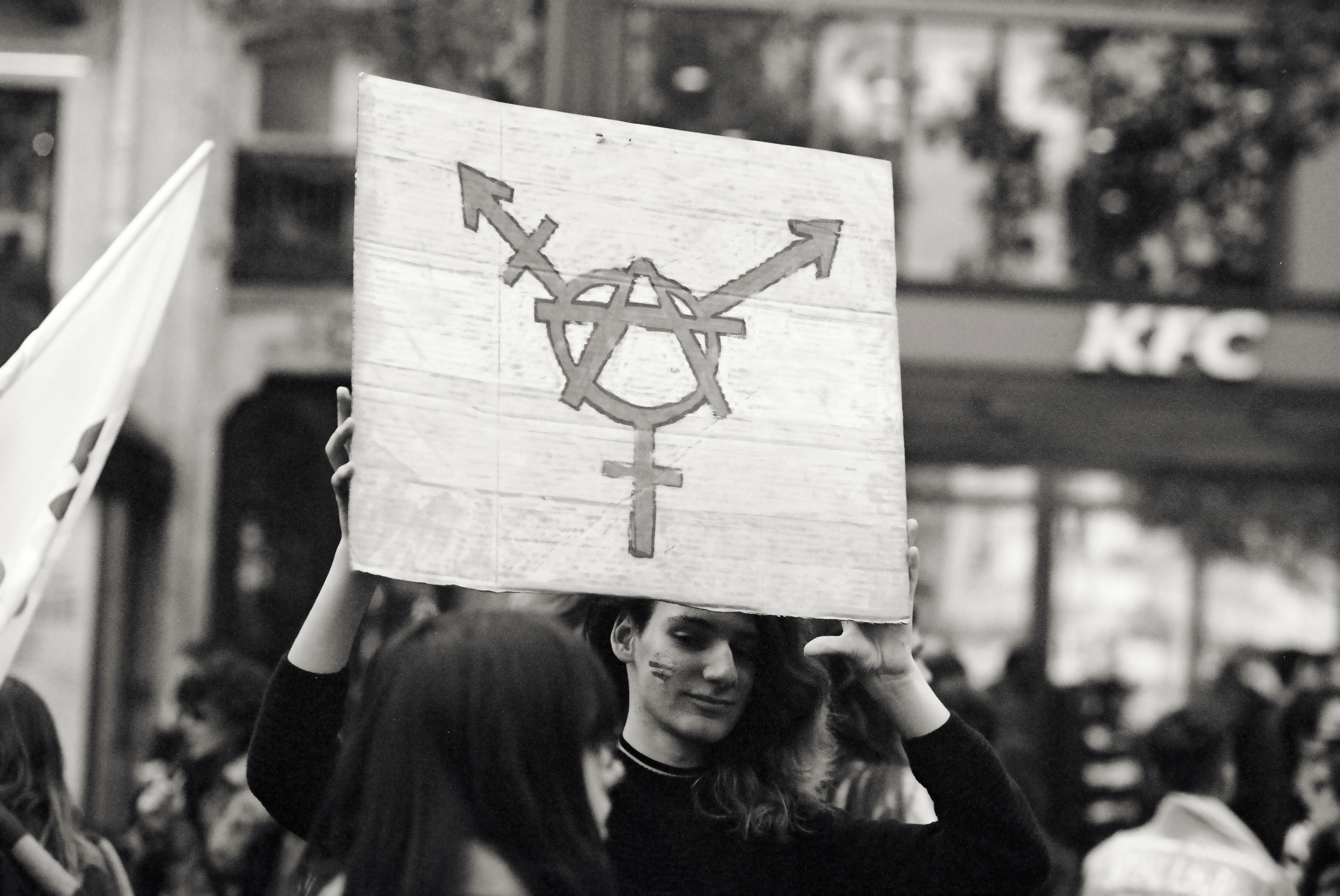
Simbolismo anarquista e queer combinado

O movimento de libertação gay inicial compartilhou muitos fundamentos teóricos e filosofias com movimentos anarquistas em meados do século XX. Cantos como “destrua a igreja, destrua o estado!” eram populares na época das rebeliões de Stonewall, estabelecendo o tom para um movimento de direitos queer baseado no pensamento anarquista. As duas campanhas se concentram na rejeição do pensamento normativo e do estado em favor da liberdade e do prazer pessoal.

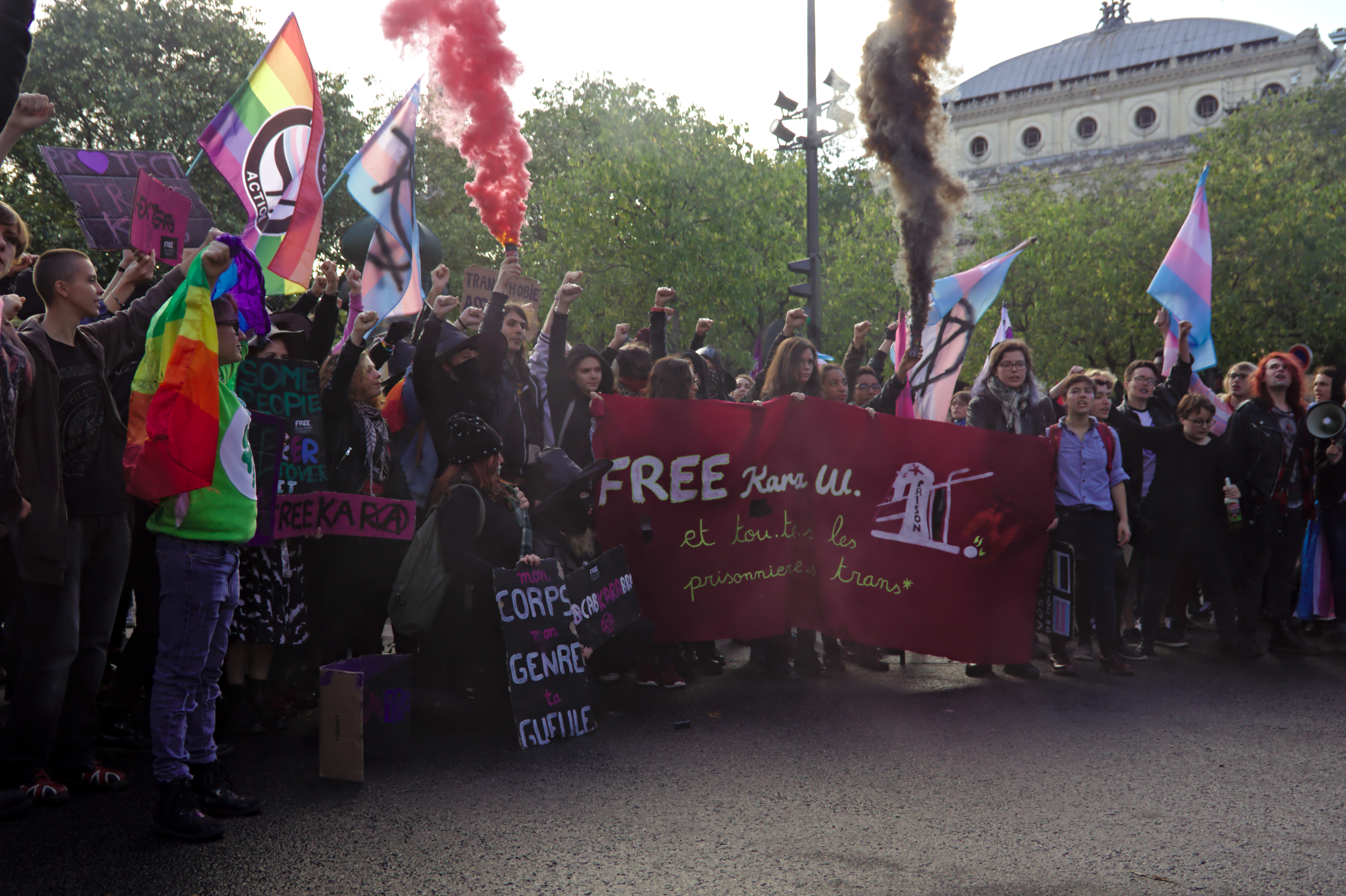
Manifestação Existrans, Paris, 2017

Anarquismo e Teoria Queer rejeitam estruturas paternalistas de estado que dependem do capitalismo e da família nuclear. Em vez disso, ambos favorecem formas de autodeterminação e reordenamento da sociedade. Um exemplo de interseção de anarquismo e queer pode ser encontrado naqueles que se envolvem em relacionamentos não monogâmicos, estes sendo inerentemente anárquicos, pois estão rejeitando as estruturas de poder tradicionais que moldam a família nuclear. Este conceito foi cunhado como “anarquismo relacional”.

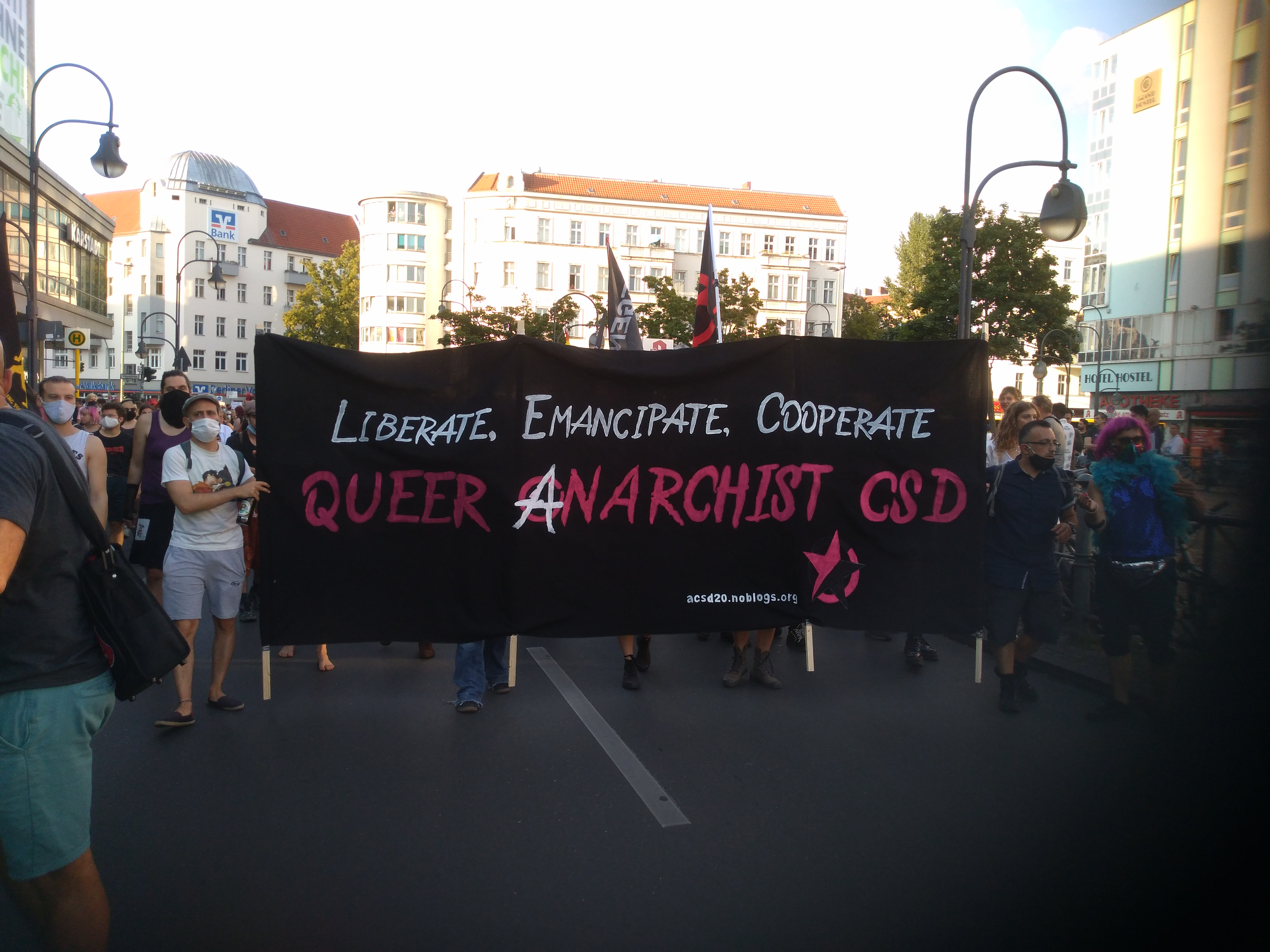
Cartaz anarquista queer no desfile do Christopher Street Day, Berlim, 2020

O movimento anarcoqueer originou-se durante a segunda metade do século XX entre os anarquistas envolvidos no movimento de libertação gay, que viam o anarquismo como o caminho para a harmonia entre pessoas heterossexuais/cisgénero e pessoas LGBT. O anarquismo queer tem raízes profundas do queercore, uma forma de punk rock que retrata a homossexualidade de maneira positiva. Como a maioria das formas de punk rock, o queercore atrai uma grande multidão anarquista. Os anarquistas são proeminentes nos zines queercore. Existem dois principais grupos anarquista queers: Queer Mutiny, um grupo britânico com filiais na maioria das grandes cidades; e Bash Back!, uma rede americana de anarquistas queer. Um grupo chamado Queer Fist apareceu na cidade de Nova Iorque e se identifica como “um grupo de ação de rua anti-assimilacionista, anticapitalista e antiautoritário, que se uniu para fornecer ação direta e uma voz queer e trans-identificada radical nos protestos da Convenção Nacional Republicana (RNC; “Republican National Convention”)”.
Coletivos anarcofeministas como o squat espanhol Eskalera Karakola e o boliviano Mujeres Creando dão grande importância às questões femininas lésbicas e bissexuais trabalhando nos princípios de autogestão e organiza atividades com base em ação direta. O Fag Army é um grupo anarquista de esquerda sueco que lançou sua primeira ação em 18 de agosto de 2014, quando lançaram uma torta ao rosto do Ministro da Saúde e Assuntos Sociais, Göran Hägglund, também líder do partido democrata cristão sueco.

## Ativismo

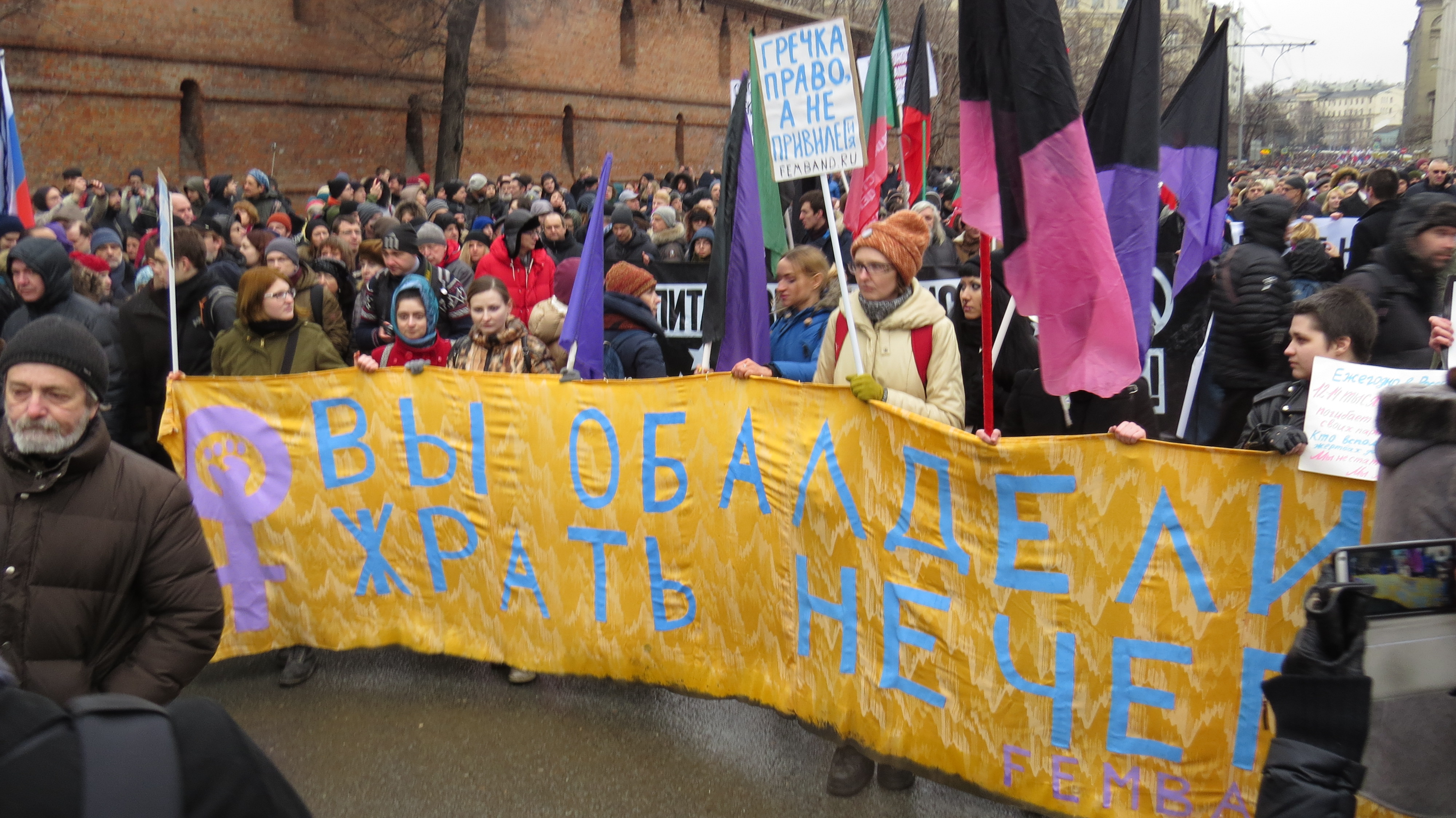
Bandeiras queer anarquistas e anarcofeministas em um comício anticorrupção, Moscou, 2015

Anarquistas queer têm sido ativos em protestos e ativismo, usando ação direta contra o que é visto como consumismo homonormativo e capitalismo rosa. Anarquistas queer criaram squats e zona autônomas, bem como comunidades urbanas para a população queer e LGBT. As comunidades rurais frequentemente dependem das redes sociais para desenvolver movimentos e redes anarquistas, devido ao fato de essas comunidades estarem geograficamente isoladas dos centros urbanos.
Muitos anarquistas queer abraçam a noção de individualismo radical, influenciado por filósofos individualistas como Max Stirner. Organizações como a ACT-Up, uma organização punk anti-racista e anti-fascista apoiada e composta por organizações queer anarquistas que apoiavam radicais queer e ação direta. Mais tarde, durante os protestos da OMC queer anarquistas desempenharam um papel vital na organização dos protestos de massa, os protestos levariam à explosão do movimento antiglobalização.

### Na cultura popular

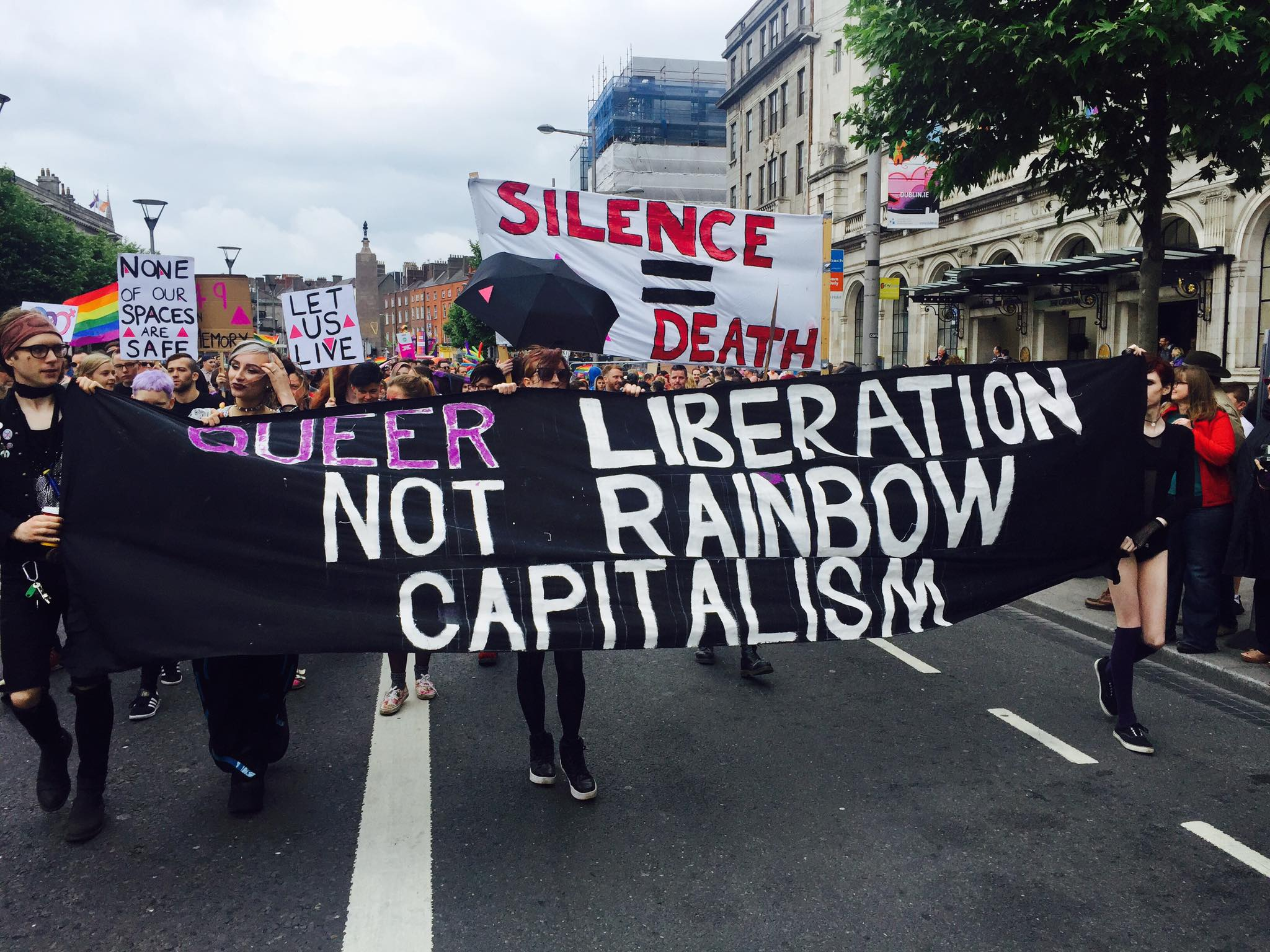
Bloco queer protestando contra o capitalismo arco-íris durante a Parada de Dublin em 2016

“Seja gay, cometa crimes” é um slogan popular nas Paradas do Orgulho contemporâneas, protestos relacionados à sexualidade e em pichações. Em 2018, foi popularizado no Twitter por um meme criado por Io Ascarium do coletivo ABO Comix, que vende quadrinhos feitos pela população carcerária LGBT. Ascarium descreve a frase como vinda “do saco comum de slogans homossexuais anti-assimilacionistas. Como ‘ACAB’ ou ‘Stonewall was a Riot’, foi retirada do éter caótico, originou-se em lugar nenhum e não pertence a ninguém”, embora Google Trends sugira que existe interesse desde pelo menos 2011. A viralização do slogan “seja gay, cometa crimes” é um exemplo de maior acessibilidade nas correntes de pensamento anarquista.

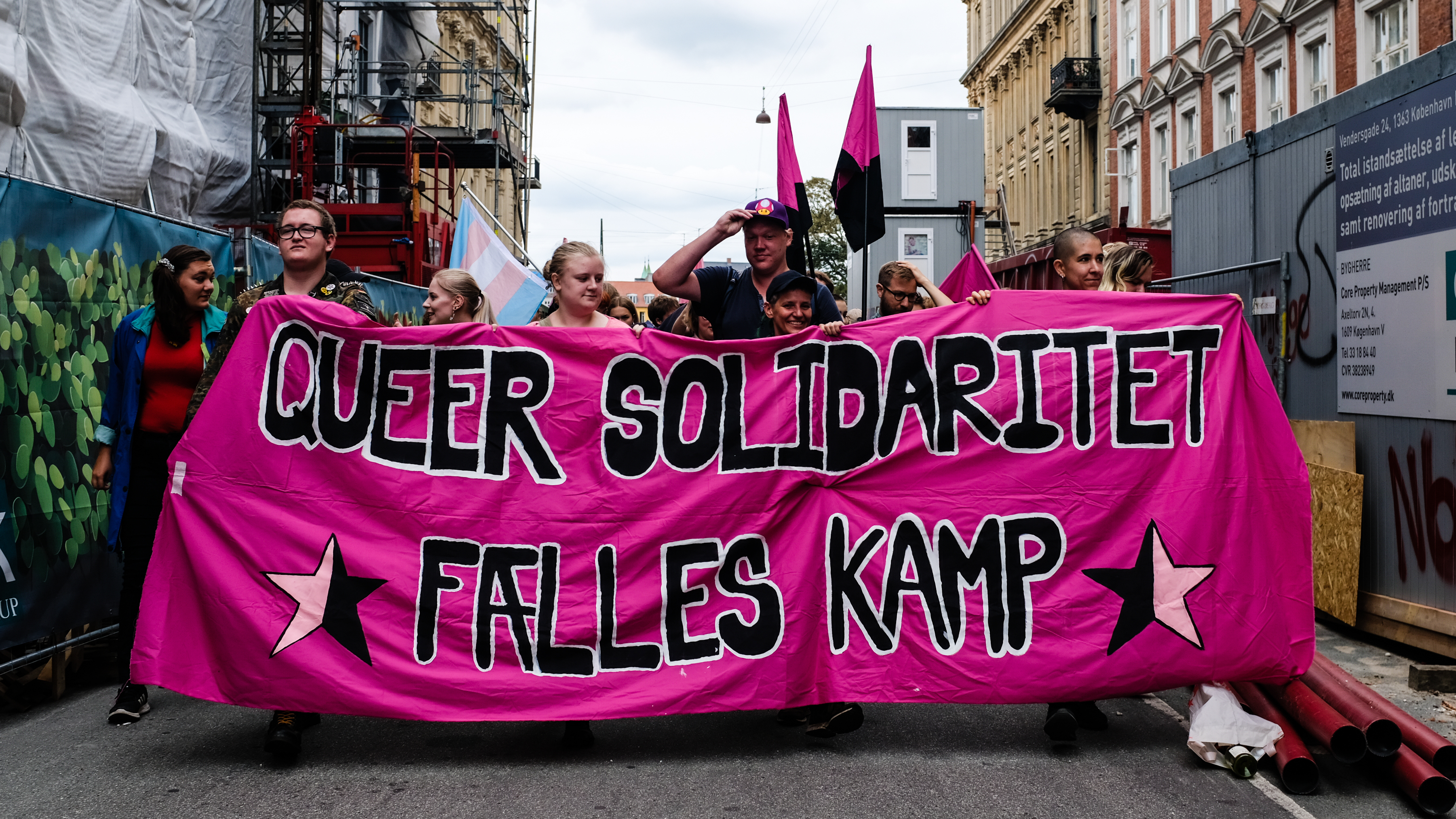
Anarquistas queer na Alemanha com banner dizendo “Solidariedade queer”

O slogan “Seja gay, cometa crimes” é uma declaração anticapitalista e antiautoritária, implicando que o crime e a incivilidade podem ser necessários para obter direitos iguais dada a criminalização da homossexualidade em todo o mundo e que os levantes de Stonewall foi um motim. Dentro do espaço anarquista, a gangue Mary Nardini refletiu sobre seu manifesto “Rumo à mais queer das insurreições” com um livro intitulado Be Gay Do Crime, publicado em português na antologia Ultra Violência Queer em que afirmam “a realidade e a continuidade de uma cultura e uma história de experiências de ilegalidade e falta de cidadania”. Mark Bieschke, um curador do GLBT History Museum, afirmou que o slogan foi feito para se opor à “narrativa polida e corporativa do Orgulho”.

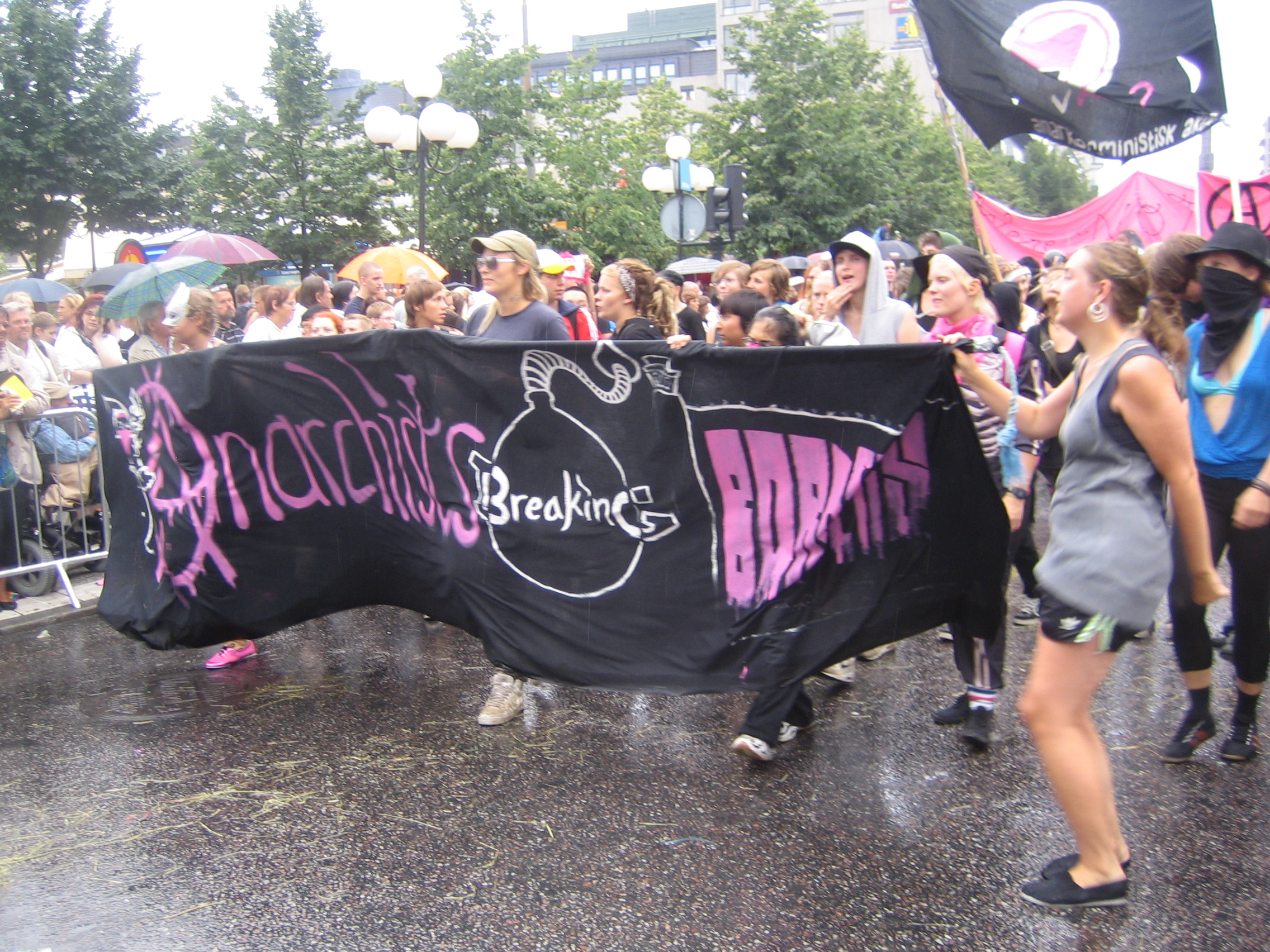
Manifestação anarcoqueer em Estocolmo

Em novembro de 2019, a publicação americana de desenhos animados The Nib compilou uma antologia de quadrinhos curtos com “história queer, memórias e sátira” intitulada Be Gay, Do Comics, lançada na plataforma de crowdfunding Kickstarter e posteriormente publicada para distribuição convencional em setembro de 2020. No prefácio do livro, o co-editor Matt Lubchansky explicou o título como uma homenagem ao meme de Ascarium, interpretando-o como um lembrete de que “Queer sempre foi transgressivo, independentemente de seu status legal.”